# Samiilîci, Șațk
Samiilîci (în ucraineană Самійличі) este localitatea de reședință a comunei Samiilîci din raionul Șațk, regiunea Volînia, Ucraina.

## Demografie
Componența lingvistică a localității Samiilîci
     Ucraineană (99,5%)
     Alte limbi (0,5%)
Conform recensământului din 2001, majoritatea populației localității Samiilîci era vorbitoare de ucraineană (99,5%), existând în minoritate și vorbitori de alte limbi.